# 3D怪物迷宫
《3D怪物迷宮》是1982年生存恐怖游戏。游戏由J.K. Greye提出创意、Malcolm Evans编程，由J.K. Greye于1982年2月发行 ，面向Sinclair ZX81电脑。
游戏画面由低分辨率字符块“图形”构成，属于家用电脑上的最早一批3D游戏。《3D怪物迷宫》也是最早融入典型生存恐怖要素的游戏之一。